# Cissus pileatus
Cissus pileatus är en vinväxtart som beskrevs av Descoings. Cissus pileatus ingår i släktet Cissus och familjen vinväxter. Inga underarter finns listade i Catalogue of Life.